# 文拉·霍维
文拉·霍维（芬蘭語：Venla Hovi，1987年10月28日—），芬兰女子冰球运动员。她曾代表芬兰参加2010年、2014年和2018年冬季奥林匹克运动会冰球比赛，共获得二枚铜牌。她也曾获得2019年世界女子冰球锦标赛亚军。